# Донузлав (балка)
Донузлав (также Донузлавская; укр. Донузлав, крымскотат. Doñuzlav, Донъузлав) — маловодная (сток может наблюдаться во время весенних паводков и летне-осенних ливней) балка эрозионного происхождения в Раздольненском районе Крыма. Длина водотока — 38,0 км, площадь водосборного бассейна — 524 км².
Балка начинается в районе села Берёзовка, пролегает общим направлением на юго-запад, фактически, отделяя Тарханкутский полуостров и Тарханкутскую возвышенность от степного Крыма. У Донузлавской 4 безымянных притока длиной менее 5 километров, ранее основное питание получала из Северо-Крымского канала, водой которого наполнялись 4 водохранилища общим объёмом 156,0 тыс. м³.
Впадает в верхнюю (северную) часть озера Донузлав у села Красноярское на отметке — 0,4 м от уровня моря. Водоохранная зона балки установлена в 100 м.
В прежние времена балка была довольно густо заселена. В балке сооружён пруд для сбросовых вод Северо-Крымского канала объёмом около 120 тысяч м³ и площадью 16 гектаров.